# Tyúkláb-bástya (Wawel)

A bástya helye a Wawelben

A Tyúkláb-bástya (lengyelül: Kurza Stopka) a krakkói Wawel királyi palotájának 14. században épült része a palota délkeleti oldalán. Nevét a tyúklábra emlékeztető támfalakról kapta. I. Zsigmond lengyel király a királyi palota 16. századi átépítése során a bástyát érintetlenül hagyta, így maradt meg e gótikus stílusban épült építmény. A legenda szerint Hedvig királynő itt hímezgetett, miközben gyönyörködött Krakkóban.

## Külső hivatkozások
- Kazimierz Kuczman: Wzgórze Wawelskie: Przewodnik; Krakkó, 1988.
- Krakkó - képes útikönyv, Kier Kiadó, Krakkó 2006.